# Polypedilum flaviscapus
Polypedilum flaviscapus är en tvåvingeart som beskrevs av Jean-Jacques Kieffer 1922. Polypedilum flaviscapus ingår i släktet Polypedilum och familjen fjädermyggor.
Artens utbredningsområde är Taiwan. Inga underarter finns listade i Catalogue of Life.